# Вацлав Іванюк
Вацлав Іванюк (17 грудня 1912, с. Старе Хойно — 5 січня 2001, Торонто) — польський поет, перекладач, літературний критик, есеїст.

## Життєпис
Закінчив Державну вчительську семінарію та Вільний польський університет у Варшаві. Дебютував у 1933 році в журналі «Kuźnia Młodych». До 1939 року публікував вірші у виданнях: «Kamenie», «Okolicy Poetów», «Дзеркало», «Культура». Один із засновників поетичної групи «Волинь». Як стипендіат Національного фонду культури проходив консульську практику в Буенос-Айресі. Після початку Другої світової війни пішов добровольцем до польської армії у Франції. Воював під Нарвіком у лавах Окремої бригади підгальських стрільців. Після поразки Франції без успіху намагався потрапити до Великої Британії. Був інтернований до іспанського табору Міранда де Ебро. У 1943 році Вацлава Іванюка разом з іншими поляками перевели через Португалію та Гібралтар до Англії. Був офіцером 1-ї бронетанкової дивізії. У складі дивізії проходив службу в 1-му зенітно-артилерійському полку. Брав участь у висадці в Нормандії та пройшов бойовий шлях через Францію, Бельгію, Нідерланди до Вільгельмсгафена, Німеччина. Залишався в армії до демобілізації у 1948 році. За мужність нагороджений Хрестом Хоробрих, а також французькими й англійськими медалями. Після закінчення війни залишився в Англії та навчався в Кембриджі. У 1948 році Вацлав Іванюк переїхав до Канади. Мешкав в Едмонтоні, Оттаві та Торонто, де 1951 року разом із групою друзів заснував літературно-мистецький клуб «Smocza jama». Підписав лист польських письменників за кордоном про солідарність із підписантами протесту проти змін до Конституції ПНР (лист 59). Лауреат премії Асоціації польських письменників за кордоном 1978 року.

## Творчість
Публікував свої вірші, статті, літературні огляди та переклади англомовної поезії, зокрема в таких джерелах, як «Новини», «Континенти», «Oficynie Poetów», паризькій «Культурі». У польській пресі твори Іванюка почали друкуватися лише у 1980-х роках. Опубліковано, серед іншого: в «Akcent», «Więź», «Kresy», «Twórczość», «Tygodnik Powszechny». Вацлав Іванюк є автором понад як 20 томів поезії, прозових книг, численних критичних статей, рецензій, досліджень і перекладів американських і канадських поетів.
На поезію Іванюка раннього періоду вплинула поезія Юзефа Чеховича, також можна простежити вплив автора «Цинамонових крамниць» Бруно Шульца.
Архів Вацлава Іванюка зберігається в Архіві польської еміграції університетської бібліотеки в Торуні.
Поет Януш Шубер присвятив Вацлаву Іванюку вірш під назвою «На снігу», який опубліковано у збірці поезій «Ліс у дзеркалах» 2001 року.

### Збірки поезій
- Pełnia czerwca (Повний червень) (1936)
- Dzień apokaliptyczny (Апокаліптичний день) (1938)
- Czas Don Kichota (Час Дон Кіхота) (1946)
- Dni białe i dni czerwone (Білі дні і червоні дні)
- Pieśń nad pieśniami (Пісня Пісень) (1953)
- Milczenia (Тиша) (1959)
- Wybór wierszy (Вибір віршів) (1965)
- Ciemny czas (Темний час) (1968)
- Lustro (Дзеркало) (1971)
- Nocne rozmowy (Нічні розмови)
- Nemezis idzie pustymi drogami (Немезида ходить порожніми дорогами) (1978)
- Dark Times (Темні часи) (1979)
- Evenings on Lake Ontario. From My Canadian Diary (Вечори на озері Онтаріо. З мого канадського щоденника) (1981)
- Kartagina i inne wiersze (Карфаген та інші вірші) (1987)
- Powrót (Повернення) (1989)
- Moje obłąkanie (Мій розлад) (1991)
- Zanim znikniemy w opactwie kolorów (Перш ніж ми зникнемо в абатстві кольорів) (1991)
- Moje strony świata (Мої сторони світу) (1994)
- W ogrodzie mego ojca (У саду мого батька) (1998)

### Проза
- Podróż do Europy. Opowiadania i szkice (Подорож до Європи. Оповідання та етюди) (1982)
- Ostatni romantyk. Wspomnienie o Józefie Łobodowskim (Останній романтик. Спогади Юзефа Лободовського) (1998}